# قائمة الأفلام المتصدرة شباك التذاكر الأمريكي عام 2014
قائمة الأفلام المتصدرة شباك التذاكر الأمريكي عام 2014 هي الأفلام التي احتلت المركز الأول في شباك التذاكر الأمريكي أثناء عُطل نهاية الأسبوع لعام 2014.

## الأفلام الأولى
|    | التاريخ        | الفيلم                                     | الربح       | ملاحظات | المراجع              |
| -- | -------------- | ------------------------------------------ | ----------- | --- | -------------------- |
| 1  | 5 يناير 2014   | ملكة الثلج                                 | 19,575,525  | استعاد فيلم ملكة الثلج المركز الأول في الأسبوع السادس منذ اطلاقه عالميا وأصبح أول فيلم بعد أفاتار يحتل الصدارة بعد اطلاقه بـ 6 أسابيع. | [ 2 ]                |
| 2  | 12 يناير 2014  | ناج وحيد                                   | 37,849,910  | تصدر فيلم الناجي الوحيد شباك التذاكر الأمريكي بعد إطلاقه باسبوعين بشكل محدود. | [ 3 ]                |
| 3  | 19 يناير 2014  | جولة مع شرطي                               | 41,516,170  | كسر فيلم جولة مع شرطي الرقم القياسي لفيلم كلوفرفيلد (40.1 مليون دولا) كأكثر مبلغ يجنيه فيلم في نهاية الأسبوع لشهر يناير. | [ 4 ] [ 5 ]          |
| 4  | 26 يناير 2014  | جولة مع شرطي                               | 21,299,495  | | [ 6 ]                |
| 5  | 2 فبراير 2014  | جولة مع شرطي                               | 12,035,720  | أصبح فيلم جولة مع شرطي أول فيلم في عام 2014 يتصدر شباك التذاكر الأمريكي في نهاية ثلاثة أسابيع متتالية. | [ 7 ]                |
| 6  | 9 فبراير 2014  | فيلم ليغو                                  | 69,050,279  | | [ 8 ]                |
| 7  | 16 فبراير 2014 | فيلم ليغو                                  | 49,846,430  | | [ 9 ] [ 10 ]         |
| 8  | 23 فبراير 2014 | فيلم ليغو                                  | 31,305,359  | أصبح فيلمي ليغو وجولة مع شرطي أولى الأفلام التي تتصدر شباك التذاكر الأمريكي في عطلة نهاية الأسبوع لثلاثة أسابيع متتالية منذ فيلم فارس الظلام وفيلم الرعد الاستوائي في عام 2008. وأصبح أول فيلم رسوم متحركة بعد إشاعة القرش يتصدر شباك التذاكر لثلاث عضل نهاية الأسبوع متتالية. | [ 11 ]               |
| 9  | 2 مارس 2014    | بلا توقف                                   | 28,875,635  | | [ 12 ]               |
| 10 | 9 مارس 2014    | 300: نهوض إمبراطورية                       | 45,038,460  | | [ 13 ]               |
| 11 | 16 مارس 2014   | السيد بيبودي وشيرمان                       | 21,809,249  | تصدر فيلم السيد بيبودي وشيرمان شباك التذاكر الأمريكي في الأسبوع الثاني من إصداره. | [ 14 ]               |
| 12 | 23 مارس 2014   | مختلفة                                     | 54,607,747  | | [ 15 ]               |
| 13 | 30 مارس 2014   | نوح                                        | 43,720,472  | | [ 16 ] [ 17 ]        |
| 14 | 6 أبريل 2014   | كابتن أمريكا: جندي الشتاء                  | 95,023,721  | حطم فيلم كابتن أمريكا: جندي الشتاء الرقم السابق لفيلم السرعة الخامسة (86.2 مليون دولار) في أكثر مبلغ يجنيه فيلم في نهاية الأسبوع لشهر أبريل. | [ 18 ]               |
| 15 | 13 أبريل 2014  | كابتن أمريكا: جندي الشتاء                  | 41,274,861  | | [ 19 ]               |
| 16 | 20 أبريل 2014  | كابتن أمريكا: جندي الشتاء                  | 25,587,056  | | [ 20 ]               |
| 17 | 27 أبريل 2014  | المرأة الأخرى                              | 24,763,752  | | [ 21 ]               |
| 18 | 4 مايو 2014    | الرجل العنكبوت المذهل                      | 91,608,337  | | [ 22 ]               |
| 19 | 11 مايو 2014   | جيران                                      | 49,033,915  | | [ 23 ]               |
| 20 | 18 مايو 2014   | غودزيلا                                    | 93,188,384  | حطم فيلم غودزيلا رقم العالم المفقود: الحديقة الجوراسية القياسي (72.1 مليون) في أكثر مبلغ يجنيه فيلم روائي طويل في نهاية الأسبوع ورقم اليوم بعد الغد القياسي (68.7 مليون) لأعلى ظهور لفيلم كارثي في نهاية الأسبوع.                                                              | [ 24 ]               |
| 21 | 25 مايو 2014   | رجال-إكس: أيام المستقبل الماضي             | 90,823,660  | | [ 25 ] [ 26 ]        |
| 22 | 1 يونيو 2014   | ملافسينت                                   | 69,431,298  | | [ 27 ]               |
| 23 | 8 يونيو 2014   | ما تخبئه لنا النجوم                        | 48,002,523  | | [ 28 ]               |
| 24 | 15 يونيو 2014  | 22 شارع جامب                               | 57,071,445  | إلى جانب فيلم ليغو، أصبح المخرجان فيل لورد وكريستوفر ميلر أول مخرجان يفتتحان فيلمين في نفس العام ويجنيان 50 مليون لكل منهما. | [ 29 ]               |
| 25 | 22 يونيو 2014  | فكر كرجل أيضا                              | 29,241,911  | إلى جانب جولة مع شرطي، أصبح المخرج تيم ستوري أول مخرج أمريكي من أصل أفريقي يصل له فيلمين في نفس العام إلى المركز الأول خلال ظهورهما الأول في عطلة نهاية الأسبوع. | [ 30 ]               |
| 26 | 29 يونيو 2014  | المتحولون: عصر الانقراض                    | 100,038,390 | | [ 31 ]               |
| 27 | 6 يوليو 2014   | المتحولون: عصر الانقراض                    | 37,050,185  | أصبح الفيلم أول فيلم صيفي لعام 2014 يحتل المرتبة الأولى في شباك التذاكر لمدة أسبوعين متتاليين. | [ 32 ]               |
| 28 | 13 يوليو 2014  | نهوض كوكب القردة                           | 72,611,427  | | [ 33 ]               |
| 29 | 20 يوليو 2014  | نهوض كوكب القردة                           | 36,254,310  | | [ 34 ]               |
| 30 | 27 يوليو 2014  | لوسي                                       | 43,899,340  | | [ 35 ]               |
| 31 | 3 أغسطس 2014   | حراس المجرة                                | 94,320,883  | حطم فيلم حراس المجرة الرقم القياسي السابق لفيلم إنذار بورن (69.3 مليون دولار) كأعلى فيلم يجني مبلغا في عطلة نهاية الأسبوع لشهر أغسطس. | [ 36 ]               |
| 32 | 10 أغسطس 2014  | سلاحف النينجا                              | 65,575,105  | | [ 37 ]               |
| 33 | 17 أغسطس 2014  | سلاحف النينجا                              | 28,523,147  | | [ 38 ]               |
| 34 | 24 أغسطس 2014  | حراس المجرة                                | 17,202,212  | استعاد الفيلم المركز الأول في الأسبوع الرابع من إطلاقه. | [ 39 ]               |
| 35 | 31 أغسطس 2014  | حراس المجرة                                | 17,082,262  | أصبح فيلم حراس المجرة ثاني فيلم بعد سكايفول يحتل المركز الأول في خمس عطل من نهاية الأسبوع. | [ 40 ] [ 41 ]        |
| 36 | 7 سبتمبر 2014  | حراس المجرة                                | 10,357,345  | أصبح الفيلم ثاني فيلم بعد مبارايات الجوع يتصدر شباك التذاكر لمدة أربعة عطلات نهاية أسبوع. أصبح أيضًا أول فيلم بعد ملكة الثلج يحتل المركز الأول في نهاية الأسبوع السادس وكذلك أول فيلم بعد آلام المسيح يتصدر شباك التذاكر لأربعة عطلات نهاية أسبوع غير متتالية.                  | [ 42 ]               |
| 37 | 14 سبتمبر 2014 | ليس بعمل صالح                              | 24,250,283  | | [ 43 ]               |
| 38 | 21 سبتمبر 2014 | عداء المتاهة                               | 32,512,804  | | [ 44 ]               |
| 39 | 28 سبتمبر 2014 | المعادل                                    | 34,137,828  | | [ 45 ]               |
| 40 | 5 أكتوبر 2014  | الفتاة المفقودة                            | 37,513,109  | | [ 46 ]               |
| 41 | 12 أكتوبر 2014 | الفتاة المفقودة                            | 26,406,134  | | [ 47 ] [ 48 ]        |
| 42 | 19 أكتوبر 2014 | غضب                                        | 23,702,421  | | [ 49 ]               |
| 43 | 26 أكتوبر 2014 | ويجا                                       | 19,875,995  | | [ 50 ]               |
| 44 | 2 نوفمبر 2014  | ويجا                                       | 10,740,980  | | [ 51 ]               |
| 45 | 9 نوفمبر 2014  | الأبطال الستة                              | 56,215,889  | | [ 52 ]               |
| 46 | 16 نوفمبر 2014 | الغبي والأغبى 2                            | 36,111,775  | | [ 53 ]               |
| 47 | 23 نوفمبر 2014 | مباريات الجوع: الطائر المقلد - الجزء الأول | 121,897,634 | شهد الفيلم أعلى ظهور لأول مرة في نهاية الأسبوع في عام 2014. | [ 54 ]               |
| 48 | 30 نوفمبر 2014 | مباريات الجوع: الطائر المقلد - الجزء الأول | 56,972,599  | | [ 55 ] [ 56 ] [ 57 ] |
| 49 | 7 ديسمبر 2014  | مباريات الجوع: الطائر المقلد - الجزء الأول | 22,026,762  | | [ 58 ]               |
| 50 | 14 ديسمبر 2014 | خروج: الآلهة والملوك                       | 24,115,934  | | [ 59 ]               |
| 51 | 21 ديسمبر 2014 | الهوبيت: معركة الجيوش الخمسة               | 54,724,334  | | [ 60 ]               |
| 52 | 28 ديسمبر 2014 | الهوبيت: معركة الجيوش الخمسة               | 40,921,395  | | [ 61 ]               |

## الأفلام الأكثر ربحًا
أعلى الأفلام ربحًا لعام 2014.
| المرتبة | الفيلم                                     | الاستديو                | المخرج                  | الربح       |
| ------- | ------------------------------------------ | ----------------------- | ----------------------- | ----------- |
| 1.      | حراس المجرة                                | استوديوهات والت ديزني   | جيمس غان                | 328,095,589 |
| 2.      | مباريات الجوع: الطائر المقلد - الجزء الأول | ليونزغيت إنترتينمنت     | فرانسيس لورانس          | 313,282,914 |
| 3.      | فيلم ليغو                                  | وارنر براذرز بيكتشرز    | فيل لورد وكريستوفر ميلر | 257,760,692 |
| 4.      | كابتن أمريكا: جندي الشتاء                  | استوديوهات والت ديزني   | الأخوان روسو            | 255,447,104 |
| 5.      | المتحولون: عصر الانقراض                    | باراماونت بيكتشرز       | مايكل بي                | 245,438,974 |
| 6.      | ملافسينت                                   | استوديوهات والت ديزني   | روبرت سترومبرج          | 236,412,469 |
| 7.      | رجال-إكس: أيام المستقبل الماضي             | توينتيث سينشوري ستوديوز | براين سينغر             | 233,904,517 |
| 8.      | نهوض كوكب القردة                           | توينتيث سينشوري ستوديوز | روبرت ويات              | 208,491,141 |
| 9.      | الأبطال الستة                              | استوديوهات والت ديزني   | دون هول وكريس وليامز    | 204,576,654 |
| 10.     | الرجل العنكبوت المذهل 2                    | كولومبيا بيكتشرز        | مارك ويب                | 201,911,219 |